# クリスタルパレス (競走馬)
競走馬におけるクリスタルパレスとは、
- 1956年生まれの牝馬。
- 1974年生まれのフランス産の牡馬。種牡馬。ジョッケクルブ賞優勝馬で、仏リーディングサイアー。日本ではプレクラスニーの父として知られる。本項で記述。

## 生涯
競走馬時代はジョッケクルブ賞を優勝し凱旋門賞で3着、キングジョージ6世&クイーンエリザベスステークスで4着になるなどした。
1977年をもって競走馬を引退した後は種牡馬となり、はじめはフランスで、1985年からは日本で供用された。フランスでは3頭のG1優勝馬を輩出し1985年のフランスリーディングサイアーになるなど優れた種牡馬成績を収めたが、日本では繰り上がり（1位入線のメジロマックイーンが降着）で第104回天皇賞（秋）を優勝したプレクラスニーを出したのみで他に目立つ成績を収めることができず、日本最大の馬産地である北海道での需要がなくなると1992年に鹿児島県で、1994年からは青森県で供用された。1995年の7月頃から芦毛馬特有の黒色腫に侵され、同年10月6日に心不全のために死亡した。死後、ブルードメアサイアーとしてタニノギムレットを送り出した。

## 主な産駒
- 日本国外
  - Mersey （GB、1982、芦毛）- 1985年 ロイヤルオーク賞（3着は日本より遠征していたシリウスシンボリ）
  - Grise Mine（FR、1981、芦毛）- 1984年 サンタラリ賞
  - Coeur de Lion (FR、1984、芦毛）- 1988年 米ボーリンググリーンハンデキャップ
  - Galla Placidia (FR、1982、鹿毛）- 1986年 仏 エヴリ大賞
  - Palace Panther（IRE、1981、黒鹿毛）- 1987年 米 セネカハンデキャップ
  - Gisele（FR、1980、芦毛）- 1982年 伊 ヴィルジニオクルティ賞

- 日本
  - プレクラスニー（第104回天皇賞（1991年）など）
  - タニノクリスタル（アネモネステークス、タニノギムレットの母）
  - イズミパレス（高崎大賞典、高崎クイーンカップ）
  - クリスタルアスター中山大障害2着）
  - クリスタルケイ（目黒記念3着、日経賞3着）

## ブルードメアサイアーとしての主な産駒
- タニノギムレット（2002年東京優駿など）

## 血統表
母のHermieresはフランスオークスに優勝している。
| クリスタルパレスの血統 | クリスタルパレスの血統                | クリスタルパレスの血統 | （血統表の出典）           | （血統表の出典） |
| 父系                   | フォルティノ系                        | フォルティノ系         | フォルティノ系             | [ § 2 ]          |
| 父 Caro 1967 芦毛      | 父の父*フォルティノ Fortino 1959 芦毛 | Grey Sovereign         | Nasrullah                  | Nasrullah        |
| 父 Caro 1967 芦毛      | 父の父*フォルティノ Fortino 1959 芦毛 | Grey Sovereign         | Kong                       |                  |
| 父 Caro 1967 芦毛      | 父の父*フォルティノ Fortino 1959 芦毛 | Ranavelo               | Relic                      | Relic            |
| 父 Caro 1967 芦毛      | 父の父*フォルティノ Fortino 1959 芦毛 | Ranavelo               | Navarra                    |                  |
| 父 Caro 1967 芦毛      | 父の母Chambord 1955 栗毛              | Chamossaire            | Precipitation              | Precipitation    |
| 父 Caro 1967 芦毛      | 父の母Chambord 1955 栗毛              | Chamossaire            | Snowberry                  |                  |
| 父 Caro 1967 芦毛      | 父の母Chambord 1955 栗毛              | Life Hill              | Solario                    | Solario          |
| 父 Caro 1967 芦毛      | 父の母Chambord 1955 栗毛              | Life Hill              | Lady of the Snows          |                  |
| 母 Hermieres 1958 栗毛 | 母の父Sicambre 1948 黒鹿毛            | Prince Bio             | Prince Rose                | Prince Rose      |
| 母 Hermieres 1958 栗毛 | 母の父Sicambre 1948 黒鹿毛            | Prince Bio             | Biologie                   |                  |
| 母 Hermieres 1958 栗毛 | 母の父Sicambre 1948 黒鹿毛            | Sif                    | Rialto                     | Rialto           |
| 母 Hermieres 1958 栗毛 | 母の父Sicambre 1948 黒鹿毛            | Sif                    | Suavita                    |                  |
| 母 Hermieres 1958 栗毛 | 母の母Vieille Pierre 1951 鹿毛        | Blue Peter             | Fairway                    | Fairway          |
| 母 Hermieres 1958 栗毛 | 母の母Vieille Pierre 1951 鹿毛        | Blue Peter             | Fancy Free                 |                  |
| 母 Hermieres 1958 栗毛 | 母の母Vieille Pierre 1951 鹿毛        | Vieille Maison         | Finglas                    | Finglas          |
| 母 Hermieres 1958 栗毛 | 母の母Vieille Pierre 1951 鹿毛        | Vieille Maison         | Vieille Canaille F-No.10-e |                  |
| 母系(F-No.)            | 10号族(FN:10-e)                       | 10号族(FN:10-e)        | 10号族(FN:10-e)            | [ § 3 ]          |
| 5代内の近親交配        | なし                                  | なし                   | なし                       | [ § 4 ]          |
| 出典                   | 1. 2. 3. 4.                           | 1. 2. 3. 4.            | 1. 2. 3. 4.                | 1. 2. 3. 4.      |